# John Stuart, Lord Mount Stuart
John Stuart, Lord Mount Stuart (25 septembre 1767 - 22 janvier 1794), est un homme politique conservateur d'origine écossaise né en Angleterre.

## Biographie
Il est le fils de John Stuart (1er marquis de Bute), et le petit-fils du premier ministre John Stuart (3e comte de Bute). Sa mère est l'hon. Charlotte Jane, fille et héritière de Herbert Windsor (2e vicomte Windsor). Il est né à Grosvenor Square à Londres en 1767 et fait ses études au Collège d'Eton et au St John's College à Cambridge.
En 1790, il est élu député de Cardiff, siège qu'il occupe jusqu'à sa mort. Il est nommé colonel de la milice du Glamorganshire en 1791 et est également Lord Lieutenant de Glamorgan entre 1793 et son décès.
Lord Mount Stuart épouse Lady Elizabeth McDouall-Crichton, fille de Patrick McDouall-Crichton, 6e comte de Dumfries, et son épouse Margaret (née Crauford) le 12 octobre 1792. Ils ont eu deux fils, qui sont tous deux ajoutés le nom de famille "Crichton" avant celui de "Stuart" en 1805:
- John Crichton-Stuart (2e marquis de Bute) (10 août 1793 - 18 mars 1848)
- Lord Patrick Crichton-Stuart (25 août 1794 - 7 septembre 1859). En 1817, il obtient le rang de fils de marquis, ce qu'aurait été son père s'il n'était pas décédé avant son père, le premier marquis.

Lord Mount Stuart meurt en janvier 1794 à Bassingbourn Hall, près de Stansted, dans l'Essex, à l'âge de 26 ans, un mois après avoir été blessé dans une chute de cheval. Lady Mount Stuart lui survécut trois ans et meurt en juillet 1797, à l'âge de 24 ans.